# Imortal (telenovela)
Imortal é uma telenovela filipina produzida e exibida pela ABS-CBN, cuja transmissão ocorreu em 2010.

## Elenco
- Angel Locsin - Lia Ortega-Rodriguez / Lyka Raymundo-Ortega
- John Lloyd Cruz - Mateo Rodriguez
- Maricar Reyes - Samantha Imperial
- Rico Blanco - Lucas Teodoro
- Jaime Fabregas - Abraham Villamor
- Vivian Velez - Lucille Zaragoza